# Denver City
Denver City ist eine Stadt im Yoakum County im US-Bundesstaat Texas in den Vereinigten Staaten. Das U.S. Census Bureau hat bei der Volkszählung 2020 eine Einwohnerzahl von 4.470 ermittelt.

## Geographie
Die Stadt liegt im Süden des Countys, im Westen von Texas, ist etwa 15 Kilometer von New Mexico entfernt und hat eine Gesamtfläche von 6,5 km². Ein Teil der Gemeindefläche liegt im angrenzenden Gaines County.

## Geschichte
Der Ort wurde 1939, nach Ölfunden in dieser Gegend, von C. S. Ameen und Ben Eggink gegründet. Bereits ein Jahr später hatte die Stadt 3000 Einwohner und 120 Geschäfte. Bereits 1943 flaute der Erdölboom ab, und der Ort hatte 1944 circa 2000 Einwohner, 1945 noch 1.750. Denver City blieb jedoch ein wichtiger Versorgungspunkt für die umliegenden Ölfelder und die Rancher der Region. Anfang der 1950er Jahre begann der Ort wieder zu wachsen, von 1.858 Einwohnern im Jahr 1952 stieg die Einwohnerzahl auf 3.800 im Jahr 1955. Den wirtschaftlichen Höhepunkt erlebte der Ort in den 1970er und 1980er Jahren mit einem erneuten Erdölboom. Die Bevölkerung sank nach Ende des Booms von 5.251 Einwohnern im Jahre 1990 auf 3.985 im Jahre 2000.
Der Ort verfügt über eine öffentliche Bücherei, ein Krankenhaus, eine Radiostation und eine zweimal wöchentlich erscheinende Zeitung.

## Demografische Daten
Nach der Volkszählung im Jahr 2000 lebten hier 3.985 Menschen in 1.366 Haushalten und 1.102 Familien. Die Bevölkerungsdichte betrug 615,4 Einwohner pro km2. Ethnisch betrachtet setzte sich die Bevölkerung zusammen aus 68,38 % weißer Bevölkerung, 1,53 % Afroamerikanern, 0,78 % amerikanischen Ureinwohnern, 0,20 % Asiaten, 0,00 % Bewohnern aus dem pazifischen Inselraum und 27,60 % aus anderen ethnischen Gruppen. Etwa 1,51 % waren gemischter Abstammung und 47,15 % der Bevölkerung waren spanischer oder lateinamerikanischer Abstammung.
Von den 1.366 Haushalten hatten 44,1 % Kinder unter 18 Jahre, die im Haushalt lebten. 66,7 % davon waren verheiratete, zusammenlebende Paare. 9,5 % waren allein erziehende Mütter und 19,3 % waren keine Familien. 18,1 % aller Haushalte waren Singlehaushalte und in 9,3 % lebten Menschen, die 65 Jahre oder älter waren. Die Durchschnittshaushaltsgröße betrug 2,89 und die durchschnittliche Größe einer Familie belief sich auf 3,29 Personen.
31,4 % der Bevölkerung waren unter 18 Jahre alt, 8,9 % von 18 bis 24, 26,3 % von 25 bis 44, 21,3 % von 45 bis 64, und 12,1 % die 65 Jahre oder älter waren. Das Durchschnittsalter war 34 Jahre. Auf 100 weibliche Personen aller Altersgruppen kamen 91,4 männliche Personen. Auf 100 Frauen im Alter von 18 Jahren und darüber kamen 86,6 Männer.
Das jährliche Durchschnittseinkommen eines Haushalts betrug 29.418 USD, das Durchschnittseinkommen einer Familie 35.972 USD. Männer hatten ein Durchschnittseinkommen von 35.156 USD gegenüber den Frauen mit 15.476 USD. Das Prokopfeinkommen betrug 13.921 USD. 19,2 % der Bevölkerung und 18,2 % der Familien lebten unterhalb der Armutsgrenze. Davon waren 21,7 % Kinder und Jugendliche unter 18 Jahren und 10,3 % waren 65 oder älter.